# والری وروبیوف
والری وروبیوف (انگلیسی: Valeriy Vorobyov؛ زادهٔ ۱۴ ژانویهٔ ۱۹۷۰) بازیکن فوتبال اهل اوکراین است.
از باشگاه‌هایی که در آن بازی کرده‌است می‌توان به باشگاه فوتبال کریفباس کریفیی ریه، باشگاه فوتبال دنیپرو، باشگاه فوتبال آرسنال کی‌یف، باشگاه فوتبال تورپدو مسکو، باشگاه فوتبال دینامو کی‌یف، و باشگاه فوتبال فورسکلا پولتاوا اشاره کرد.
وی همچنین در تیم ملی فوتبال اوکراین بازی کرده‌است.